# Josep Maria Roig i Rosich
Josep Maria Roig i Rosich (Alcover, 1947) és un historiador, escriptor i docent català.
Com a docent impartí lliçons d'Història contemporània a la Universitat Rovira i Virgili i quan es jubilà fou escollit professor emèrit de la matèria. Fou director del Centre d'Història Contemporània de Catalunya entre 2008 i 2011, i director de Revista de Catalunya entre 2012 i 2015. Col·laborà en la redacció d'articles a publicacions com L'Avenç, Serra d'Or i Revista de Catalunya. L'any 1991 guanyà el premi Fundació Congrés de Cultura Catalana de Biografia i Estudis Històrics per la seva obra La dictadura de Primo de Rivera a Catalunya (1923-1930). Un assaig de repressió cultural, dotat amb 500.000 pessetes.

## Obres
- 2011 - Història de la Generalitat de Catalunya. Dels orígens medievals a l'actualitat. 650 anys (com a coordinador) ISBN 978-84-393-8750-3[3]
- 2010 - Francesc Macià, polític, teòric, agitador: documents (1907-1931) (selecció d'obres de Francesc Macià)[4]
- 2006 - Francesc Macià: de militar espanyol a independentista català (1907-1923) ISBN 978-84-973-4405-0[5]
- 1998 - "La Guerra que han provocat": selecció d'articles sobre la guerra civil espanyola (selecció d'obres d'Antoni Rovira i Virgili) ISBN 978-84-782-6966-2[6]
- 1996 - Centenari Joan Alavedra (1896-1996) ISBN 978-84-393-3901-4
- 1993 - Història de l'Orfeó Català. Moments cabdals del seu passat ISBN 978-84-7826-405-6
- 1992 - La Dictadura de Primo de Rivera a Catalunya. Un assaig de repressió cultural ISBN 978-84-7826-281-6
- 1981 - Josep Irla, president de la Generalitat de Catalunya a l'exili (amb Felip Calvet i Costa)
- 1978 - L'Estatut de Catalunya a les Corts Constituents (1932) ISBN 978-84-725-6144-1[7]